# Cornelius Colbert
Cornelius Colbert, född 1888, död 8 maj 1916, var en irländsk republikan. Han var en av ledarna for påskupproret år 1916, och avrättades för sin roll i detta.
Colbert föddes i Limerick. Familjen flyttade då han var ung till Dublin. Han anslöt sig till scoutorganisationen Fianna Éireann och blev 1913 en av de första medlemmarna i Irish Volunteers. Han kom in i organisationens provisoriska styrelse, och var troligtvis den yngste medlemmen där. Han anslöt sig också till  Irish Republican Brotherhood (IRB). På begäran av Pádraig Pearse blev han drillinstruktör på St. Enda's, en tvåspråkig skola som startats av Pearse.
Han var en strängt religiös katolik, och avhöll sig från tobak, alkohol och svärande och även dans under fastan.
Under påskupproret hade han kaptens grad i Volunteers, och placerades i 4:e bataljon av organisationens Dublinbrigad, under kommando av Éamonn Ceannt. Colbert fick ansvaret för att ta kontroll över Watkin's bryggeri. Det visade sig att denna position var för stor för hans lilla styrka, och dessutom utan taktisk betydelse. Han tog därför istället kontroll över Jameson's Destillery, där han var de facto kommendant.
Efter upproret blev han ställd inför krigsrätt och dömd till döden. Han arkebuserades i Kilmainham fängelset den 8 maj 1916.
Colbert station i Limerick har fått sitt namn efter honom.